# Abu Dhabis Grand Prix
Abu Dhabis Grand Prix er et Formel 1-løb, der siden 2009 er blevet kørt på Yas Marina Circuit, Yas i Abu Dhabi.

## Historie
I juni 2008 annoncerede Fédération Internationale de l'Automobile (FIA), at de Forenede Arabiske Emirater fra 2009-sæsonen skulle afholde årets sidste løb i Abu Dhabi. Det første løb i Abu Dhabi blev også det første løb i Formel 1's historie, hvor starten af løbet skete i dagslys, og sluttede efter mørkets frembrud. 
Flyselskabet Etihad Airways har fra starten været navnesponsor af løbet.

## Vindere af Abu Dhabis Grand Prix
| Sæson | Kører            | Konstruktør           | Rapport |
| ----- | ---------------- | --------------------- | ------- |
| 2022  | Max Verstappen   | Red Bull Racing-RBPT  | Rapport |
| 2021  | Max Verstappen   | Red Bull Racing-Honda | Rapport |
| 2020  | Max Verstappen   | Red Bull-Honda        | Rapport |
| 2019  | Lewis Hamilton   | Mercedes              | Rapport |
| 2018  | Lewis Hamilton   | Mercedes              | Rapport |
| 2017  | Valtteri Bottas  | Mercedes              | Rapport |
| 2016  | Lewis Hamilton   | Mercedes              | Rapport |
| 2015  | Nico Rosberg     | Mercedes              | Rapport |
| 2014  | Lewis Hamilton   | Mercedes              | Rapport |
| 2013  | Sebastian Vettel | Red Bull-Renault      | Rapport |
| 2012  | Kimi Räikkönen   | Lotus-Renault         | Rapport |
| 2011  | Lewis Hamilton   | McLaren-Mercedes      | Rapport |
| 2010  | Sebastian Vettel | Red Bull-Renault      | Rapport |
| 2009  | Sebastian Vettel | Red Bull-Renault      | Rapport |